# Plocaederus rusticus
Plocaederus rusticus är en skalbaggsart som först beskrevs av Pierre Émile Gounelle 1909.  Plocaederus rusticus ingår i släktet Plocaederus och familjen långhorningar. Inga underarter finns listade i Catalogue of Life.